# Kakaodrossel
Die Kakaodrossel (Turdus fumigatus, auch: Sabiadrossel) ist ein Singvogel aus der Familie der Drosseln (Turdidae). Sie gehört nicht zu den gefährdeten Arten.

## Beschreibung
Die Kakaodrossel erreicht eine Körperlänge von 22 bis 24 Zentimetern. Der bräunliche Vogel mit hellen Brustfedern besitzt einen grauen Schnabel und dunkelgraue Irisringe.

## Unterarten
Es sind folgende Unterarten beschrieben worden:
- T. f. aquilonalis (Cherrie, 1909): nordöstliches Kolumbien, nordöstliches Venezuela und Trinidad
- T. f. orinocensis Zimmer, JT & Phelps, 1955: östliches Kolumbien und westliches Venezuela
- T. f. fumigatus Lichtenstein, MHK, 1823: Guyanas und im Norden und Osten von Brasilien
- T. f. bondi Deignan, 1951: St. Vincent
- T. f. personus (Barbour, 1911): Grenada

## Verbreitung und Lebensraum

Verbreitungsgebiet der Kakaodrossel (grün)

Die Kakaodrossel lebt in dicht bewaldeten Gebieten in Südamerika zwischen Kolumbien und Brasilien.

## Ernährung
Die Kakaodrossel ernährt sich hauptsächlich von Ameisen und anderen Insekten, aber auch von Beeren und Würmern.

## Fortpflanzung
Die Kakaodrossel brütet einzeln. Das Weibchen legt zwei bis drei Eier, welche etwa zwei Wochen bebrütet werden, bevor die Jungvögel schlüpfen.